# السمكر (تعز)
السمكر هي إحدى قرى الجمهورية اليمنية. وهي تتبع جغرافيًا لمحافظة تعز. وإداريًا لمديرية التعزية. يبلغ تعداد سكانها 4152 نسمة حسب الإحصاء الذي جرى عام 2004.